# Samfundet De Nio

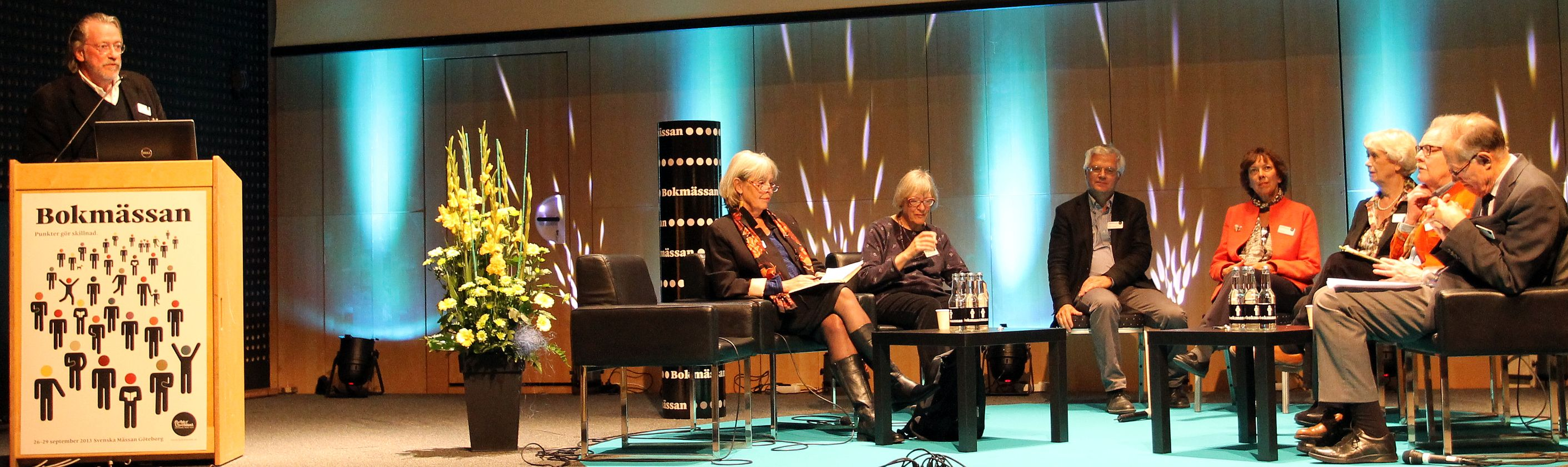
Åtta av de nio ledamöterna i Samfundet De Nio år 2013, på Bokmässan 2013. Fr.v.: Niklas Rådström, Agneta Pleijel, Madeleine Gustafsson, Johan Svedjedal, Nina Burton, Kerstin Ekman, Gunnar Harding och Inge Jonsson.

Samfundet De Nio är en litterär akademi med nio ledamöter som stiftades den 14 februari 1913 i Stockholm i enlighet med Lotten von Kræmers testamente av den 2 juni 1910. Samfundet delar ut litterära priser.

## Namn
Som samfundets namn hade von Kræmer först tänkt sig "Margaretasamfundet", därefter "Lotten von Kræmers stiftelse", det blev slutligen "Samfundet De Nio".

## Syfte
Samfundets syfte är att främja skönlitteratur, freds- och kvinnofrågor och dess huvudsakliga uppgift är att utdela litterära priser. De nio ledamöterna väljs på livstid men kan dock själva avgå. Fyra stolar är reserverade för kvinnor och fyra för män. Samfundet leds av en ordförande, 1988–2019 Inge Jonsson, sedan 2019 Anna Williams. Ordförandeposten, stol 1, innehas varannan gång av en man, varannan av en kvinna.

## Samfundets publikationer och priser

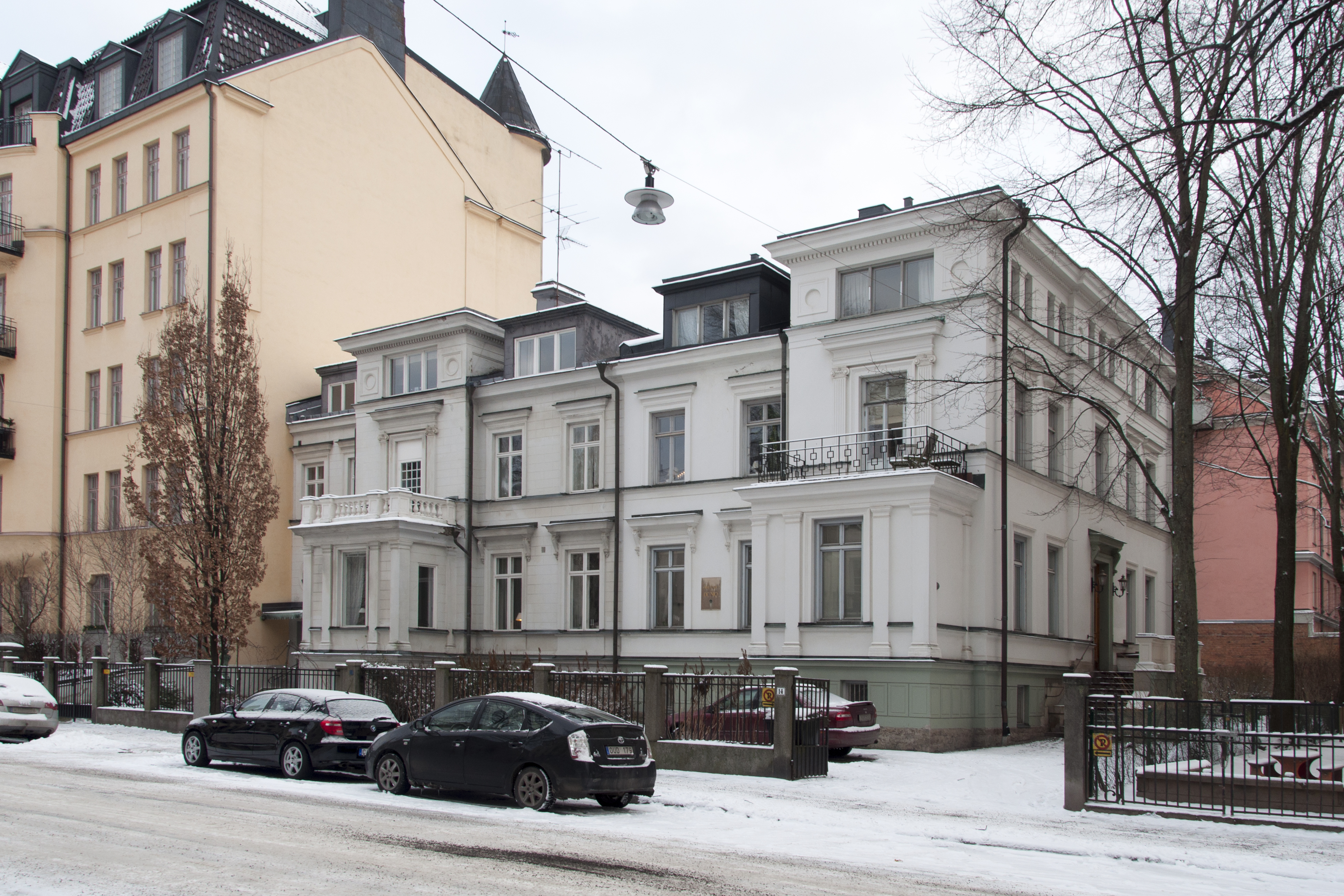
Samfundets hus på Villagatan 14 i Stockholm. Den högra delen av huset tillhörde Lotten von Kræmer och testamenterades av henne, tillsammans med hennes förmögenhet, till samfundet.

Samfundet gav åren 1916–1925 samt 1930 ut årsboken Vår tid och gav mellan åren 1938 och 1983 ut Svensk litteraturtidskrift. Sedan 2003 utges Samfundet De Nios litterära kalender.

### Nuvarande priser
Samfundet De Nio delar ut följande litteraturpriser:
- Anders och Veronica Öhmans pris
- De Nios Julpris
- De Nios Stora Pris
- De Nios Vinterpris
- De Nios översättarpris
- Inge Jonssons pris
- Karl Vennbergs pris
- Lotten von Kræmers pris
- Samfundet De Nios Astrid Lindgren-pris
- Samfundet De Nios Särskilda pris
- Stina Aronsons pris

### Tidigare utdelade priser (i urval)
Tidigare har bland annat även dessa priser utdelats av Samfundet De Nio:
- De Nios lyrikpris (2008)
- De Nios mindre pris (1926-2013)
- Gunvor Anérs litteraturpris (1976-1983)
- John Landquists pris (1991-2020)

## Nuvarande ledamöter i samfundet
- Stol nummer 1 – Anna Williams (sedan 2015, ordförande sedan 2019)[6]
- Stol nummer 2 – Nina Burton (sedan 1994)[7]
- Stol nummer 3 – Jonas Ellerström (sedan 2017)[8]
- Stol nummer 4 – Marie Lundquist (sedan 2022)[9]
- Stol nummer 5 – Gunnar Harding (sedan 1993)[10]
- Stol nummer 6 – Sara Stridsberg (sedan 2021)[11]
- Stol nummer 7 – Niklas Rådström (sedan 1995)[12]
- Stol nummer 8 – Madeleine Gustafsson (sedan 1999)[13]
- Stol nummer 9 – Johan Svedjedal (sedan 1995)[14]

## Tidigare ledamöter
| Stol | Första innehavare                     | Andra innehavare              | Tredje innehavare            | Fjärde innehavare                   | Femte innehavare             | Sjätte innehavare                 | Sjunde innehavare          | Åttonde innehavare           |
| ---- | ------------------------------------- | ----------------------------- | ---------------------------- | ----------------------------------- | ---------------------------- | --------------------------------- | -------------------------- | ---------------------------- |
| 1    | Viktor Almquist 1913–1949             | Eva Andén 1949–1962           | Olle Holmberg 1962–1973      | Astrid Lindgren 1973–1986           | Inge Jonsson 1986–2019       | Anna Williams (sedan 2019)        |                            |                              |
| 2    | Selma Lagerlöf 1913–1918              | Sigrid Leijonhufvud 1918–1937 | Elin Wägner 1937–1949        | Stina Aronson 1949–1955             | Elisabeth Tykesson 1956–1962 | Eva Andén 1962–1967               | Birgitta Trotzig 1967–1993 | Nina Burton (sedan 1994)     |
| 3    | Karl Wåhlin 1913–1937                 | Hjalmar Gullberg 1937–1961    | Anders R. Öhman 1962–2017    | Jonas Ellerström (sedan 2017)       |                              |                                   |                            |                              |
| 4    | Ellen Key 1913–1926                   | Selma Lagerlöf 1926–1940      | Eva Andén 1940–1949          | Elsa Björkman-Goldschmidt 1950–1978 | Kerstin Ekman 1978–1985      | Astrid Lindgren 1986–1993         | Kerstin Ekman 1993–2021    | Marie Lundquist (sedan 2022) |
| 5    | Erik Hedén 1913–1925                  | Martin Lamm 1926–1950         | Algot Werin 1950–1975        | Inge Jonsson 1976–1986              | Anders Olsson 1986–1993      | Gunnar Harding (sedan 1993)       |                            |                              |
| 6    | Kerstin Hård af Segerstad 1913–1930   | Karin Boye 1931–1941          | Irja Browallius 1941–1949    | Margit Abenius 1949–1969            | Gunnel Vallquist 1973–1988   | Agneta Pleijel 1988–2015          | Anna Williams 2015–2019    | Sara Stridsberg (sedan 2021) |
| 7    | Göran Björkman, sekreterare 1913–1923 | Albert Nilsson 1924–1936      | Olle Holmberg 1936–1962      | Karl Vennberg 1962–1995             | Niklas Rådström (sedan 1995) |                                   |                            |                              |
| 8    | Anna Maria Roos 1913–1918             | Marika Stiernstedt 1918–1954  | Sara Lidman 1955–1963        | Astrid Lindgren 1963–1973           | Ulla Isaksson 1973–1999      | Madeleine Gustafsson (sedan 1999) |                            |                              |
| 9    | John Landquist 1913–1969              | Knut Ahnlund 1969–1995        | Johan Svedjedal (sedan 1995) |                                     |                              |                                   |                            |                              |